# شهرداری ناحیه کلایپدا
شهرداری ناحیه کلایپدا (لیتوانیایی: Klaipėdos rajono savivaldybė) یک شهرداری در غرب لیتوانی، شرق شهر کلایپدا و کنار تالاب کورونی و دریای بالتیک است. مرکز اداری شهرداری، شهر گارگژدای است و برخلاف سایر شهرداری‌های لیتوانی، نام شهرداری نشان‌دهندهٔ مرکز آن نیست. این شهرداری حدود ۱۳۳۶ کیلومتر مربع، یعنی ۲٪ کل لیتوانی را تشکیل می‌دهد.